# Petrophora chlorosata
Pour les articles homonymes, voir Phalène.
Espèce
Petrophora chlorosata, la Phalène de l'aquiline ou Pétrophore de la fougère, est une espèce de lépidoptères (papillons) de la famille des Geometridae, de la sous-famille des Ennominae.
Aquiline pour la fougère Pteridium aquilinum, la fougère-aigle, dont la chenille se nourrit des jeunes frondes.